# Hôtel Le Gouesbe
L'hôtel Le Gouesbe (ou café des Quatre Soldats,, hôtel Le Goasbé, hôtel Le Goaësbe) est un hôtel particulier français situé à Ploërmel, dans le Morbihan, en région Bretagne.

## Situation
L'hôtel est situé place de l'Union.

## Histoire
L'hôtel particulier est construit en 1593 pour la famille de Goaësbe, sur une partie des fortifications de la ville qui leur appartient depuis 1280. Il appartient, au XVIIe siècle, au châtelain de Crévy, avant de revenir, en 1679 aux Le Goaësbe.
À l'époque où il appartient au châtelain de Crévy, le bâtiment sert de prison provisoire pour les personnes en attente de jugement, où elles sont gardées par quatre soldats.
Au XIXe siècle, l'hôtel est transformé en café et prend le nom de café des Quatre Soldats,.
L'édifice est inscrit au titre des monuments historiques par arrêté du 25 septembre 1928.